# Relacja trychotomiczna
Relacja trychotomiczna – antysymetryczna, spójna i przeciwzwrotna relacja binarna. Jej przykładem jest porządek liczb rzeczywistych.

## Definicja
Niech {\displaystyle X} będzie zbiorem. Relację {\displaystyle {\mathcal {R}}\subseteq X\times X} nazywamy relacją trychotomiczną wtedy i tylko wtedy, gdy jest ona:
- antysymetryczna:

{\displaystyle \forall \;x,\,y\in X:\;(x\,{\mathcal {R}}\,y\wedge y\,{\mathcal {R}}\,x)\Rightarrow x=y,}
- spójna:

{\displaystyle \forall \;x,\,y\in X:\;x\,{\mathcal {R}}\,y\vee y\,{\mathcal {R}}\,x\vee x=y,}
- przeciwzwrotna:

{\displaystyle \forall \;x\in X:\;\lnot \;x\,{\mathcal {R}}\,x.}
Równoważnie, relacja {\displaystyle {\mathcal {R}}} jest trychotomiczna wtedy i tylko wtedy, gdy:
{\displaystyle \forall \;x,\,y\in X:\;(x\,{\mathcal {R}}\,y\;\wedge \;\lnot \;y\,{\mathcal {R}}\,x\;\wedge \;\lnot \;x=y)\;\vee \;(\lnot \;x\,{\mathcal {R}}\,y\;\wedge \;y\,{\mathcal {R}}\,x\;\wedge \;\lnot \;x=y)\;\vee \;(\lnot \;x\,{\mathcal {R}}\,y\;\wedge \;\lnot \;y\,{\mathcal {R}}\,x\;\wedge \;x=y).}
Relacja {\displaystyle {\mathcal {R}}} jest trychotomiczna wtedy i tylko wtedy, gdy dla każdego {\displaystyle x,\,y\in X} zachodzi dokładnie jeden z warunków: {\displaystyle x\,{\mathcal {R}}\,y} albo {\displaystyle y\,{\mathcal {R}}\,x} albo {\displaystyle x=y.}

## Przykłady
- Relację ostrego porządku definiuje się jako relację przechodnią, przeciwzwrotną i spójną (w myśl powyższej definicji spójności, która nie implikuje zwrotności). Przechodniość i przeciwzwrotność implikują antysymetryczność, stąd relację ostrego porządku można równoważnie zdefiniować jako relację przechodnią i trychotomiczną[2].